# Поповка Мунская
Поповка Мунская — деревня в Вашкинском районе Вологодской области.
Входит в состав Васильевского сельского поселения, с точки зрения административно-территориального деления — в Васильевский сельсовет.
Расстояние по автодороге до районного центра Липина Бора — 29 км, до центра муниципального образования деревни Васильевская — 26 км. Ближайшие населённые пункты — Ботыгино, Гаврино, Лутьяново.
По переписи 2002 года население — 2 человека.